# فرودگاه جوای سمارینگ
فرودگاه جوای سمارینگ (به انگلیسی: Juvai Semaring Airport) (به زبان بومی: Bandar Udara Yuvai Semaring) یک فرودگاه همگانی با کد یاتا LBW است . این فرودگاه در کشور اندونزی قرار دارد و در ارتفاع ۷۶۲ متری از سطح دریا واقع شده‌است.

## شرکت‌های هواپیمایی و مقصدهای پروازی
| شرکت‌های هواپیمایی | مقصدهای پروازی                   |
| ----------------- | -------------------------------- |
| سوسی ایر          | رابرت آتی بسینگ، نونوکان، یوواتا |